# マンモス (アルバム)
『マンモス』は、酒井法子の10枚目のオリジナル・アルバム。

## 収録曲
1. 渚のピテカントロプス（マンモス・バージョン）
作詞:康珍化
作曲・編曲:羽田一郎
21stシングルの別バージョン。
2. TUESDAY TIKI
作詞・作曲:遠藤京子
編曲:松浦晃久
3. ビンボ・ナンボ・マンボ
作詞:さいとうみわこ
作曲:波花行造
編曲:森村献
4. おじいちゃん is watching TV
作詞:さいとうみわこ
作曲・編曲:大木雄司
5. 好きだよ
作詞:亜伊林
作曲・編曲:羽田一郎
6. やさしくしてあげたい
作詞・作曲:坂田和子
編曲:渡辺格
7. 平気!平気!
作詞:亜伊林
作曲:井上ヨシマサ
編曲:URAN
8. 今夜もニュース・ホリック
作詞:さいとうみわこ
作曲・編曲:大木雄司
9. 神のみぞ知るハートのゆくえ
作詞:さいとうみわこ
作曲・編曲:羽田一郎
10. REAL
作詞:さいとうみわこ
作曲・編曲:小森田実